# Platycercus
Platycercus là một chi chim trong họ Psittacidae.

## Các loài
Có sáu loài và nhiều phân loài:
Platycercus, Vigors 1825
- Platycercus caledonicus, (Gmelin 1788)
  - Platycercus caledonicus brownii, (Kuhl 1820)
  - Platycercus caledonicus caledonicus, (Gmelin 1788)
- Platycercus elegans, (Gmelin 1788)
  - Platycercus elegans elegans, (Gmelin 1788)
  - Platycercus elegans flaveolus, Gould 1837
  - Platycercus elegans fleurieuensis, Ashby 1917
  - Platycercus elegans melanopterus, North 1906
  - Platycercus elegans nigrescens, Ramsay, EP 1888
  - Platycercus elegans subadelaidae, Mathews 1912
- Platycercus venustus, (Kuhl 1820)
  - Platycercus venustus hilli, Mathews 1910
  - Platycercus venustus venustus, (Kuhl 1820)
- Platycercus adscitus, (Latham 1790)
  - Platycercus adscitus adscitus, (Latham 1790)
  - Platycercus adscitus palliceps, Lear 1832
- Platycercus eximius, (Shaw 1792)
  - Platycercus eximius diemenensis, North 1911
  - Platycercus eximius elecica, Schodde & Short 1989
  - Platycercus eximius eximius, (Shaw 1792)
- Platycercus icterotis, (Temminck & Kuhl 1820)
  - Platycercus icterotis icterotis, (Temminck & Kuhl 1820)
  - Platycercus icterotis xanthogenys, Salvadori 1891